# Dragutin Radović
Dragutin Radović, črnogorski general, * 14. september 1919, † 17. julij 2012.

## Življenjepis
Radović, študent Tehniške fakultete v Beogradu, je leta 1941 vstopil v NOVJ in KPJ. Med vojno je bil na različnih partijsko-političnih položajih.
Po vojni je bil načelnik Šolskega centra, pomočnik poveljnika za zaledje armade in obmejnih enot, inšpektor JLA,...